# Phrygilanthus raoulii
Phrygilanthus raoulii är en tvåhjärtbladig växtart som först beskrevs av Philippe Édouard van Tieghem, och fick sitt nu gällande namn av Adolf Engler. Phrygilanthus raoulii ingår i släktet Phrygilanthus och familjen Loranthaceae. Inga underarter finns listade i Catalogue of Life.